# 陳秀完
陳秀完（韓語：진수완，1970年7月20日—），韓國電視劇編劇。

## 作品

### 電視劇
- 1997年：KBS《Star》
- 1999年：KBS《學校2》
- 2000年：KBS《雪花》
- 2002年：SBS《情敵》
- 2004年：SBS《嫂嫂19歲》
- 2005年：MBC《美妙人生》
- 2007年：KBS《京城緋聞》
- 2012年：MBC《擁抱太陽的月亮》
- 2015年：MBC《Kill Me Heal Me》
- 2017年：tvN《芝加哥打字機》
- 2023年：tvN《閃亮的西瓜》

## 外部連結
- NAVER搜索